# Fredens-Nazaret Sogn
 For alternative betydninger, se Fredens Sogn. (Se også artikler, som begynder med Fredens Sogn)
Fredens-Nazaret Sogn er et sogn i Vor Frue Provsti (Københavns Stift). Sognet ligger i Københavns Kommune. I sognet ligger Fredens Kirke og Nazaret Kirke.
I Fredens-Nazaret Sogn findes flg. autoriserede stednavne: